# Timur Suleimenov
Timur Muratuly Suleimenov (en kazajo: Тимур Мұратұлы Сүлейменов, Timur Mūratūly Süleimenov; 5 de abril de 1978) es un político kazajo que desde el 4 de septiembre de 2023 ocupa el cargo de presidente del Banco Nacional de Kazajistán. Anteriormente, del 28 de diciembre de 2016 al 25 de febrero de 2019, se desempeñó como ministro de Economía Nacional de Kazajistán.

## Biografía

### Infancia y educación
Suleimenov nació el 5 de abril de 1978 en la República Socialista Soviética de Kazajistán, en 2000 se graduó con una licenciatura en Administración en la Universidad Estatal de Pavlodar. Después se matriculó, con una beca Bolashaq, en la Escuela de Negocios Robert H. Smith de la Universidad de Maryland, donde obtuvo un título en Economía en 2002.

### Carrera
En 2022, inició su carrera profesional en la sucursal kazaja de la empresa de auditoría británica Ernst & Young Kazakhstan como asesor fiscal. Posteriormente (de 2006 a marzo de 2009), trabajó como director del departamento de contabilidad fiscal y planificación fiscal de la empresa de petróleo y gas Razvedka Dobycha KazMunayGas.
En marzo de 2009 fue nombrado viceministro de Economía y Planificación Presupuestaria y, en 2010, viceministro de Desarrollo Económico y Comercio. El 1 de febrero de 2012, pasó a ser miembro de la Junta Directiva del Ministro de Economía y Política Financiera de la Comisión Económica Euroasiática, puesto que ocuparía hasta el 14 de abril de 2017.
El 28 de diciembre de 2016, por Decreto del presidente de Kazajistán, fue nombrado ministro de Economía Nacional. Después de ser relevado de su cargo el 25 de febrero de 2019, se convirtió en vicepresidente del Banco Nacional de Kazajistán el 2 de marzo de 2019.
El 22 de marzo de 2019, fue nombrado asistente del presidente de Kazajistán. Puesto en el que permaneció hasta convertirse en subdirector de la Administración Presidencial el 22 de julio de 2019. El 6 de febrero de 2020 dirigió el Centro de Análisis y Seguimiento de las Reformas Socioeconómicas de la Administración Presidencial. Del 13 de enero de 2022 al 4 de septiembre de 2023, trabajó como Primer Jefe Adjunto de la Administración del Presidente de la República de Kazajistán.
El 4 de septiembre de 2023 fue nombrado presidente del Banco Nacional de la República de Kazajistán.